# Миа Халифа
Sarah Joe Chamoun, повече известна с професионалния си псевдоним Миа Халифа (на арабски: ميا خليفة), е американска медийна личност, спортна коментаторка, уебкам модел и бивша порнографска звезда от Ливан.
Навършила 18-годишна възраст, тя се омъжва за американец.
Става световноизвестна с участието си в порнографски филми в периода 2014 – 2015 г. Ливанският ѝ произход предизвиква вълна от възмущение в родината ѝ и в целия Арабски свят. Постепенно се нарежда сред най-популярните и търсени порнографски звезди в световен мащаб.
След 3 месеца в порноиндустрията я напуска и се превръща в популярна медийна личност и спортен коментатор поради заявявана любов към различни видове спорт.